# Raúl Tarragona
Raúl Tarragona, vollständiger Name Raúl Andrés Tarragona Lemos, (* 6. März 1987 in Montevideo) ist ein uruguayischer Fußballspieler.

## Karriere
Der 1,80 Meter große Offensivakteur Tarragona stand in der Saison 2008/09 in Reihen des seinerzeitigen uruguayischen Erstligisten Central Español und erzielte in Apertura ein Ligator. Von 2009 bis 2010 war er bei Bella Vista aktiv. Während der Apertura der Saison 2010/11 lief er für Liverpool Montevideo zehnmal (kein Tor) in der Primera División auf. Mitte Januar 2011 wechselte er auf Leihbasis innerhalb der Liga erneut zu Bella Vista und bestritt bis Saisonende weitere sieben Erstligaspiele (kein Tor). Ab Mitte Juli 2011 folgte ein weiteres Ausleihgeschäft von Liverpool Montevideo. Aufnehmender Verein war dieses Mal der Racing Club de Montevideo, für den Tarragona in der Apertura 2011 fünf Erstligabegegnungen ohne persönlichen Torerfolg absolvierte. Im Februar 2012 schloss er sich dem Cerro Largo FC an. Beim Klub aus der im Osten Uruguays gelegenen Stadt Melo wurde er saisonübergreifend neunmal (kein Tor) in der höchsten uruguayischen Spielklasse und einmal (kein Tor) in der Copa Sudamericana 2012 eingesetzt. Ab Mitte Februar 2013 setzte er seine Karriere bei Mushuc Runa fort. Für die Mannschaft aus Ecuador traf er bei 38 Einsätzen in der Primera B fünfmal ins gegnerische Tor. Im Januar 2014 folgte ein Wechsel zum ebenfalls in der Primera B antretenden Verein Tecnico Universitario. Die Statistik weist für ihn bei diesem Klub zwei Treffer bei 15 Ligaeinsätzen aus. Ende Juli 2014 kehrte er nach Uruguay zurück und war fortan beim Zweitligisten Boston River aktiv. Bei den Montevideanern zeigte er sich in der Saison 2014/15 äußerst treffsicher und schoss bei seinen 31 absolvierten Partien in der Segunda División 15 Tore. Spätestens seit Oktober 2015 steht er in Reihen des libanesischen Klubs Salam Zgharta. In der Spielzeit 2015/16 wurde er 20-mal in der libanesischen Premier League eingesetzt und traf dabei zehnmal ins gegnerische Tor. Ende Juli 2016 schloss er sich dem Erstligaabsteiger Club Atlético Rentistas an. In der Saison 2016 absolvierte er zwölf Zweitligaspiele und schoss sieben Tore. Anfang Januar 2017 verpflichtete ihn der koreanische Klub Ansan Greeners, für den er bislang (Stand: 2. September 2018) 47-mal in der Liga auflief und achtzehn Tore schoss.